# Potsdamer Ruder-Gesellschaft
Die Potsdamer Ruder-Gesellschaft e. V. (PRG) ist ein Sportverein aus Potsdam. Sie wurde am 28. Februar 1990 im Zuge der Wende gegründet. 1991 übernahm der Ruderclub die Ruderer der Ende 1990 aufgelösten SG Dynamo Potsdam, deren Geschichte zurück bis in die Jahre 1883/1910 bzw. 1928 reicht. Die PRG ist einer der erfolgreichsten Rudervereine Deutschlands und hat zahlreiche Olympiasieger und Weltmeister im Rudern hervorgebracht.
Das Vereinshaus liegt am Westufer des Templiner Sees nördlich der Eisenbahnbrücke des Berliner Außenrings. Die PRG ist unter anderem Mitglied im Deutschen Ruderverband (DRV) und im Landesruderverband Brandenburg (LRVB).

## Geschichte

### Gründung und frühe Jahre
Die PRG wurde im Jahr 1928 durch die Fusion den beiden älteren Potsdamer Rudervereine „Ruderclub des Westens 1910“ und der Ruderabteilung des „Berliner Sport-Clubs“ gegründet. Trotz des Gründungsjahres 1928 übernahm der Verein mit dem Namen „Potsdamer Rudergesellschaft von 1910“ die Historie eines seiner Vorgängerclubs. Das erste Bootshaus befand sich am Ostufer der Potsdamer Havel im südöstlichen Bereich der Potsdamer Innenstadt. Im Jahr 1940 fusionierte die PRG mit dem „Potsdamer Ruderclub“ aus dem Jahr 1883, der bis dahin der zweitälteste Ruderverein der Stadt war und eine ausschließlich männliche Mitgliedschaft aufwies. Durch die Fusionen hatte die PRG zusätzlich Zugriff auf weitere Bootshäuser in der Nähe der Glienicker Brücke bzw. des Potsdamer Lustgartens.
Im Zuge des Zweiten Weltkrieges verlor der Verein alle seine Bootshäuser und die Grundstücke durch Feuer, Zerstörung oder Beschlagnahmung.

### SG Dynamo zur Zeit der DDR
Nach dem Weltkrieg wurden die Vereinsaktivitäten zunächst durch die Alliierten verboten. Ab Ende 1946 konnte durch eine Kooperation mit der „Handels- und Gewerbeschule zu Potsdam“ (HuG) jedoch wieder gerudert werden. Bedingt durch den geldgebenden Träger kam es dabei zu verschiedenen Namenswechseln. Unter dem Namen „ZSG/BSG Willi Sänger“ bekam der Verein im Jahr 1950 das Gaststättengebäude „Seekrug“ in der südlichen Brandenburger Vorstadt von der Stadt übertragen, in dem er bis heute ansässig ist. Das Bootshaus liegt am Westufer des Templiner Sees.
Einen bedeutsamen Trägerwechsel durchlebte der Verein am 1. Januar 1958. Das Ministerium des Innern war fortan der größte Geldgeber, und der Verein wurde erneut umbenannt. Die „SG Dynamo Potsdam“ in der Sportvereinigung Dynamo wurde ein reiner Leistungssportverein und im Sinne eines DDR-Sportclubs gefördert und geführt, wenngleich sie kein Sportclub war. Bis zur Wende erreichte der Verein zahlreiche sportliche Erfolge auf internationaler Ebene. Breitensportliche Aktivitäten fanden zu der Zeit nicht statt.

### Erfolge nach der Wende
Die SG Dynamo wurde im Zuge der Wende am 31. Dezember 1990 aufgelöst. Ab 1991 wurde der Rudersport in Potsdam durch die „Potsdamer Ruder-Gesellschaft“ betrieben, die den Betrieb des „Seekrug“-Bootshauses übernahm. Ein Teil der personellen Expertise aus der SG-Zeit konnte gehalten werden, so dass die PRG sofort zu den stärksten Vereinen des wiedervereinigten Deutschlands gehörte: Die Sportler des Vereins gewannen zwischen 1991 und 2011 bei den olympischen Ruderregatten und Ruder-Weltmeisterschaften 41 Medaillen, davon 23 Goldmedaillen. Vor Ort arbeitete die PRG eng mit dem nahegelegenen Olympiastützpunkt Potsdam zusammen.

### Breitensportliches Profil der Gegenwart
Die Leistungssportabteilung der PRG spaltete sich im Jahr 2011 von dem Verein ab, nachdem Meinungsdifferenzen zwischen verschiedenen Vereinsabteilungen nicht gelöst werden konnten. Der neu ausgegliederte Verein mit dem Namen Ruder-Club Potsdam e. V. und residiert am nahegelegenen Olympiastützpunkt in Potsdam. Die alte Potsdamer Ruder-Gesellschaft ist nach der Trennung ein Verein mit breitensportlichem Profil.

## Olympische Erfolge

### Für die SG Dynamo Potsdam
- Olympische Sommerspiele 1972, Bronzemedaille im Männer-Achter: Bernd Landvoigt, Heinrich Mederow, Jörg Landvoigt und Hans-Joachim Borzym (in Renngemeinschaft)
- Olympische Sommerspiele 1976, Goldmedaille im Männer-Zweier: Jörg Landvoigt und Bernd Landvoigt
- Olympische Sommerspiele 1976, Goldmedaille im Männer-Doppelvierer: Karl-Heinz Bußert (in Renngemeinschaft)
- Olympische Sommerspiele 1976, Goldmedaille im Frauen-Doppelvierer m. Stf.: Jutta Lau, Anke Borchmann, Roswietha Reichel und Steuerfrau Liane Weigelt (in Renngemeinschaft)
- Olympische Sommerspiele 1976, Goldmedaille im Frauen-Achter: Christiane Knetsch und Viola Goretzki (in Renngemeinschaft)
- Olympische Sommerspiele 1980, Goldmedaille im Männer-Zweier: Jörg Landvoigt und Bernd Landvoigt
- Olympische Sommerspiele 1980, Goldmedaille im Männer-Achter: Bernd Krauß, Jörg Friedrich und Steuermann Klaus-Dieter Ludwig  (in Renngemeinschaft)
- Olympische Sommerspiele 1980, Goldmedaille im Frauen-Doppelvierer m. Stf.: Jutta Lau, Roswietha Reichel und Steuerfrau Liane Buhr (in Renngemeinschaft)
- Olympische Sommerspiele 1980, Goldmedaille im Frauen-Achter: Christiane Knetsch und Birgit Schütz (in Renngemeinschaft)
- Olympische Sommerspiele 1980, Bronzemedaille im Frauen-Einer: Martina Schröter
- Olympische Sommerspiele 1988, Goldmedaille im Männer-Vierer m. Stm.: Frank Klawonn, Bernd Eichwurzel, Bernd Niesecke, Karsten Schmeling und Steuermann Hendrik Reiher
- Olympische Sommerspiele 1988, Goldmedaille im Frauen-Doppelzweier: Birgit Peter und Martina Schröter
- Olympische Sommerspiele 1988, Goldmedaille im Frauen-Doppelvierer: Beate Schramm und Jana Sorgers (in Renngemeinschaft)
- Olympische Sommerspiele 1988, Goldmedaille im Frauen-Achter: Ute Wild und Steuerfrau Daniela Neunast (in Renngemeinschaft)
- Olympische Sommerspiele 1988, Silbermedaille im Männer-Zweier m. Stm.: Mario Streit, Detlef Kirchhoff und Steuermann René Rensch
- Olympische Sommerspiele 1988, Bronzemedaille im Männer-Doppelvierer: Jens Köppen (in Renngemeinschaft)

### Für die Potsdamer Ruder-Gesellschaft
- Olympische Sommerspiele 1992, Goldmedaille im Frauen-Doppelzweier: Kerstin Köppen und Kathrin Boron
- Olympische Sommerspiele 1992, Silbermedaille im Männer-Doppelvierer: Thoralf Peters und Steuermann Hendrik Reiher (in Renngemeinschaft)
- Olympische Sommerspiele 1992, Bronzemedaille im Männer-Achter: Detlef Kirchhoff (in Renngemeinschaft)
- Olympische Sommerspiele 1996, Goldmedaille im Frauen-Doppelvierer: Kathrin Boron, Jana Sorgers und Kerstin Köppen (in Renngemeinschaft)
- Olympische Sommerspiele 1996, Silbermedaille im Männer-Achter: Detlef Kirchhoff (in Renngemeinschaft)
- Olympische Sommerspiele 2000, Goldmedaille im Frauen-Doppelzweier: Jana Thieme und Kathrin Boron
- Olympische Sommerspiele 2000, Goldmedaille im Frauen-Doppelvierer: Manja Kowalski und Kerstin Kowalski (in Renngemeinschaft)
- Olympische Sommerspiele 2004, Goldmedaille im Frauen-Doppelvierer: Kathrin Boron und Kerstin Kowalski (in Renngemeinschaft)
- Olympische Sommerspiele 2004, Silbermedaille im Leichtgewichts-Doppelzweier der Frauen: Daniela Reimer (in Renngemeinschaft)
- Olympische Sommerspiele 2008, Silbermedaille im Frauen-Doppelzweier: Christiane Huth (in Renngemeinschaft)
- Olympische Sommerspiele 2008, Bronzemedaille im Frauen-Doppelvierer: Kathrin Boron und Stephanie Schiller (in Renngemeinschaft)